# Chariea cyanea
Chariea cyanea là một loài bọ cánh cứng trong họ Cerambycidae.